# Диаш Фернандеш, Жуан Паулу
Жуа́н Па́улу Ди́аш Ферна́ндеш (порт. João Paulo Dias Fernandes более известный, как Паулинью порт. Paulinho; род. 9 ноября 1992, Барселуш) — португальский футболист, нападающий клуба «Толука». Выступал за сборную Португалии.

## Клубная карьера
Паулинью — воспитанник клуба «Санта-Мария». В 2010 году он дебютировал за команду в третьем дивизиона Португалии. Летом 2012 года Паулиньо перешёл в «Трофенсе». 12 августа в матче против «Авеша» он дебютировал в Сегунда лиге. 22 августа в поединке против «Тонделы» Паулиньо забил свой первый гол за «Трофенсе».
Летом 2013 года Паулинью перешёл в «Жил Висенте». 18 августа в матче против «Академики» он дебютировал в Примейра-лиге. 24 ноября в поединке против «Маритиму» Паулиньо забил свой первый гол за «Жил Висенте». В 2015 году клуб вылетел из элиты, но он остался в команде.
Летом 2017 года Паулинью перешёл в «Брагу». 9 августа в матче против лиссабонской «Бенфики» он дебютировал за новую команду. 17 сентября в поединке против «Витории Гимарайнш» Паулиньо забил свой первый гол за «Брагу».
Зимой 2021 года Паулинью стал игроком лиссабонского клуба «Спортинг» за рекордные для клуба 16 миллионов евро. 11 мая в домашнем матче против «Боавишты» он забил единственный мяч в игре, позволивший «львам» стать чемпионом Португалии впервые за 19 лет.

## Карьера в сборной
Выступал за сборную Португалии до 21 года.
Дебют в национальной сборной Португалии состоялся 11 ноября 2020 года в товарищеском матче против Андорры (7:0). Паулиньо в этом матче отметился дублем в ворота Жозепа Гомеса.

## Достижения

### Командные
«Брага»
- Обладатель Кубка португальской лиги: 2019/20

«Спортинг»
- Чемпион Португалии (2): 2020/21, 2023/24
- Обладатель Кубка португальской лиги: 2021/22
- Обладатель Суперкубка Португалии: 2021

### Личные
- Лучший бомбардир Кубка португальской лиги: 2022/23 (8 голов)[11]